# Friedrich Løvenfeldt
Friedrich Løvenfeldt (født 16. marts 1841 i Rendsborg, død 28. februar 1913) var en dansk officer og kammerherre.
Han var søn af kammerherre Christian Løvenfeldt og hustru Camilla født Glahn, blev kadet 1859, sekondløjtnant i 2. Dragonregiment 1861, premierløjtnant 1868, lærer ved Ride- og Beslagskolen 1872, ritmester 1878, forsat til Gardehusarregimentet 1884 og blev adjudant hos kong Christian IX 1885. Løvenfeldt blev oberstløjtnant 1890, oberst 1898 og blev chef for kong Christian IX's adjudantstab 1902, hvilket han var til kongens død 1906.
Friedrich Løvenfeldt var Kommandør af 1. grad af Dannebrogordenen, Dannebrogsmand og bar mange udenlandske ordener. 
Han var ugift, men fik i 1883 en søn, Waldemar Løvenfeldt (1883 - 1936).
Moderens navn er ukendt. Efterkommere af Waldemar Løvenfeldt lever stadig i Danmark.
Der findes fotografier af Jens Petersen og Marius Christensen.